# Oxymycterus rufus
Oxymycterus rufus és una espècie de mamífer rosegador de la família dels cricètids pròpia de Sud-amèrica; és endèmica de l'Argentina, el Paraguai, el Brasil i l'Uruguai.